# 意象主義
意象主义是发生于20世纪初提倡在英裔美国人诗歌中使用精准的意象和清晰、犀利的语言的运动。意象主义被认为是自前拉斐尔运动之后英语诗歌界最有影响力的运动。 意象主义运动促进了现代主义运动在20世纪初的诞生， 并且被认为是英语语言首个有组织的现代主义文学运动。 有时人们会认为意象主义是“一连串的创造性时刻”，而不是一个连续的发展时期。雷奈·多班评论道：“更准确地来说，意象主义既不是一项准则，也不是一个诗歌流派，而是一些诗人在一小部分重要原则上达成的一致意见。”
与意象主义同时代的诗人，比如格鲁吉亚派诗人大都遵循浪漫主义和维多利亚诗歌的风格进行创作，但意象主义派诗人拒绝接受这种多愁善感和漫无边际的风格。他们提倡回归一种类似古典派的标准，例如提倡语言的直白简练，采用非传统的诗歌形式。意象派诗人采用自由诗体。
意象派诗作集中发表于1914至1917年，包括许多颇负盛名的现代主义诗人的作品。意象派诗人集中分布在伦敦，也有大不列颠，爱尔兰和美国诗人。在当时有些异常的是，许多女性作家也是主要的意象派代表。
意象主义的一个典型特征是尝试分离出单个意象来揭示主旨。这一特征与当时前衛艺术，特别是立体派的发展相吻合。美国作家艾兹拉·庞德的表意法——将具体事物并排来表现抽象事物——与立体派的将不同层次合成一个意象相似。他说意象主义以“闪闪发亮的细节”表现物体。

## 前意象主义
19世纪90年代，也就是爱德华时代的著名诗人，阿尔弗雷德·奥斯丁，斯蒂芬·菲力普斯，威廉·沃森大都在丁尼生的阴影下进行维多利亚时代诗歌的模仿创作。 这种创作一直持续到20世纪早期。 此时，奥斯丁仍旧保有英国桂冠诗人的称号，直到1913年。直到1910年，诗歌仍然很受读者欢迎，当时出版的诗集包括托马斯·哈代的《统治者三部曲》，克里斯蒂娜·罗塞蒂的《诗作集》，欧内斯特·道森的《诗集》，乔治·梅瑞狄斯的《最终诗集》，罗伯特·塞维斯的《新手民谣》和约翰梅斯菲尔德的《歌谣与诗歌》。未来的诺贝尔奖获得者威廉·巴特勒·叶芝，此时把大部分精力都花在为艾比剧院写剧本上了，创作的韵诗较少。1907年的诺贝尔文学奖颁给了英国作家魯德亞德·吉卜林。
意象主义的起源可以追溯到T. E. Hulme《秋日》和《日落之城》。 这两首诗于1909年1月发表在伦敦诗人俱乐部的一个小册子上。Hulme当时还在学习数学和哲学，1908年参与了该俱乐部的建设，并担任了书记一职。大约在1908年年底，他在一次聚会上发表了关于现代诗歌的演说。 A.R.Orage主办的杂志《新时代》，以及诗人兼批评家F.S.Flint (提倡自由诗和法国现代诗歌)对这个俱乐部及其文章都持有批评的态度。但经过一番辩论，Flint和Hulme反而成为了朋友。1909年Hulme离开伦敦诗人俱乐部，开始在一个新的圈子当中与Flint和其他诗人交流，他将其称为“离别俱乐部”。他们在伦敦一家叫埃菲尔铁塔饭店的地方会面， 讨论改革现代诗歌的方案，发展自由诗和类似日本和歌和俳句的诗歌，去除诗歌冗余。Willian Anderson向大英博物馆捐赠了日语书籍，日本能剧在伦敦的上演，1885年吉爾伯特與薩利文轻歌剧《天皇》的成功，这一切使得19世纪90年代，也就是维多利亚和爱德华晚期的诗人重新燃起了对中国风格和日本风格诗歌的兴趣。Hulme等人对于日本诗歌的兴趣就是在这一大背景下产生的。当时他们可以直接参照的文学范本包括F.V.Dickin 1866年的《百人一首》，《世纪诗人的演出》，《日语歌谣》，《百人一首》的第一个英文版，13世纪100首和歌的选集，20世纪早期Sadakichi Hartmann的评论和诗作以及用现代法语进行的日作的翻译作品。
1909年美国作家庞德经人引荐进入这个圈子，发现这个群体宣扬的与他自己的思想不谋而合。特别是庞德在读过浪漫主义风格的作品后，对其中紧凑、直接的表达方式赞不绝口，他在阿爾諾·達尼埃爾、但丁和吉多·卡瓦尔康蒂等人的作品中也发现了类似风格的表达。在他1911年的散文集《地狱掠影》中，庞德认为Daniel的诗作“令人想起妙人”“语言简练，清晰，少辞藻”。 直接，清晰，不过多修饰，这些正是意象派诗作的典型特征。由于与Laurence Binyon相交，庞德曾仔细研读过大英博物馆的錦絵，对日本藝術产生了兴趣，进而沉浸在对日本诗歌形式的研究中。
1915年，法国批评家Remy de Gourmont在La France的一篇文章中将意象派划为法国象征主义的一个发展流派。 1928年，庞德在给法国批评家，翻译家René Taupin的一封信中指出意象主义其实还有另一个起源，那就是象征主义，可追溯至叶芝，Arthur Symons和Rhymers俱乐部的英国诗人以及馬拉美。Taupin在他1929年的研究中进一步解释了象征主义对于意象派的启蒙作用。他认为，无论意象派所使用的“意象”和象征主义使用的“象征”在语言和技巧上是多么的不同，终究这些不同也只是“精确度”层面的问题罢了。 1915年，庞德替出版商Elkin Mathews校订了另一位19世纪90年代诗人，Lionel Johnson的诗作。在序言中，他写道
|  | Johnson的意象主义前所未有，他的词句 好像广阔的田野，好像蓝色的天空， 有一种中文式的美感。 |

## 早期作品与发展意向
1911年，经庞德介绍，两位诗人加入了埃菲尔铁塔俱乐部：一个是原先资助过庞德的Hilda Doolittle (作品署名为H.D.)，另一个是Richard Aldington,他后来成为了Hilda的丈夫。这两位诗人致力于研究古希腊，特别是希腊女诗人Sappho的诗作。庞德对他们的研究很感兴趣。由于日本诗歌对他们意象主义萌芽的启蒙，加之对希腊作品的模仿，他们的作品日臻简洁。1912年，在一次大不列颠博物馆茶会上，庞德告诉Hilda和Aldington, 他们是意象派诗人，并且在当时还在构思的一些诗作上署名“H.D. 意象派”。
哈丽特·门罗在1911年创办《诗歌》杂志时，曾邀请庞德出任外籍编辑。1912年10月，庞德交给他Hilda和Aldington的三首意象派诗作。同月，庞德出版新书Ripostes, 在附录“T.E.Hulme 诗作全集”中首次在出版物中使用了“意象派”一词。
Aldington的Choricos, To a Greek Marble, and Au Vieux Jardin 发表在《诗歌》的11月号上，Hilda的《指路的赫尔墨斯》《普莱尔普斯》《格言》发表在1913年1月号上。意象主义正式开始发展起来。 Poetry's 在4月号上，发表了具有俳句风格的庞德的《铁道》，被称为“意象主义的催生之作”。
The apparition of these faces in the crowd;
Petals on a wet, black bough.
《诗歌》1913年3月号上还发表了《不可为》和另一篇意象派散文，均由庞德所作。这篇散文的创作，受到了Flint的启发，包含了对该俱乐部立场的独特阐述：
1. 直接针对“物体”成文，无论是主观物体还是客观物体。
2. 不使用与表现主题无关的词句。
3. 关于韵律：创作时遵循音乐的乐句而不是节拍。[22]

庞德把意象定义为“表现一瞬间的复杂智力和情感因素”，并且他认为“一生想出哪怕一个意象也比鸿篇巨著要好”。他所列举出的“不可为”与他对意象派的阐述互相呼应，同时他还强调这些特点不应被当做教条，而是“精心思虑的结果”。这些共同组成了意象派运动，号召诗歌回归他们所认为的最好的古式作法。F.S.Flint 说道“我们从没说过是我们发明了月亮。我们不会说我们的观点是完全原创的”。
他在1916年《致意象派诗人》的序言中说道，“意象派不仅仅关心图像的展现，也注重展现手法，无关乎主题。”

## 意象主义者
为了推动意象派运动，特别是推广Aldington和Hilda的诗作，Pound出版了名为“意象主义者”的文集。最先在Alfred Kreymborg的《大地》杂志上连载, 接着又于1914年由纽约Alfred and Charles Boni出版商和伦敦出版商Harold Monro出版，在伦敦诗集专卖店上架。这部文集是英语语言文学中最重要和最有影响力的现代诗歌选集。其中共收录37首诗歌，Aldington的诗作占10首，Hilda 7首，Pound本人6首。还收录了包括F.S. Flint、Skipwith Cannell、Amy Lowell、威廉·卡洛斯·威廉斯、詹姆斯·乔伊斯、福特·馬多克斯·福特、Allen Upward 和John Cournos等人在内的作品。
该书挑选诗歌的标准是作家对意象派创作准则的感知与运用，而不是在俱乐部参与活动的积极程度之类。比方说，被收录作品的作家之一Williams，因为住在美国，所以从未参与过埃菲尔铁塔俱乐部的活动。但是他和Pound在诗歌复兴问题上持有相似的见解。该文集同样收录了Ford的作品，可能是因为他对Pound从早期的前拉斐尔风格到更现代、现实的风格的转换起了较大影响的原因。文集中还包含了Joyce的《军队之音》由叶芝推荐给Pound。Pound和Joyce在之后进行了通信交流，然后在Pound的努力下，一系列诗作得以出版，例如《一个青年艺术家的画像》在《傲骨》杂志上发表，对文学现代主义的发展起到了重要影响。虽然Joyce的诗歌并不是自由体诗，而是四行韵诗，但这些诗与遊吟詩人和吉多·卡瓦尔康蒂的诗歌一样，应和了Pound认为诗歌应有音乐美的观点。但这本选集并不太受欢迎，也没引起批评家太大兴趣，很多都被退回了出版商。这可能与缺乏对作者意图的介绍有关。

## 代表诗人
1915年5月，Flint在《傲骨》上发表了一篇关于意象主义历史发展的文章，以此，Pound和Flint就意象派诗人发展的历史和目标等问题产生了分歧。Flint十分重视埃菲尔铁塔俱乐部诗人，特别是Storer所作的贡献。但Pound认为，像Hilda和Aldington等诗人的诗作具有独特的“古希腊式的坚硬”，而Storer的诗作则是“软绵绵”的，会对Hilda和Aldington等的诗作产生不好的影响，因而不能将其算作意象派发展历史中的功臣。后来，Pound与他的画家兼作家朋友Wyndham Lewis共同创立了漩渦主義。
同时段，美国意象派作家Amy Lowell移居伦敦来推广她和其他意象派诗人的作品。Lowell从曾是1909至1933年哈佛大学校长的哥哥A·勞倫斯·羅威爾那里继承了大笔财产。  她爱抽香烟，喜欢济慈。作为文学运动的支持者，她愿意出资出版意象派诗人的诗作。她认为，选集只有Pound一人进行编选的做法有些过于武断，所以倾向于寻找更加民主的方法。她的这一观点反应在了在她的带领下出版的第一部文集的序言中：“这部新书与之前的文集的编排略有不同。”每个诗人都可以递交自己认为的最佳作品，而不再只由一位编辑进行编审。唯一的规定是必须不曾发表在其他出版物上。 最终，他们以《意象派诗选》为题，出版了一系列文集。最早的一部由Hilda和Aldington收集编纂，于1915年出版。另外两部均由Lowell校编，于1916和1917年出版。这三部书收录了大部分原创诗人的作品（包括美国诗人John Gould Fletcher的意象派诗歌）， 但没有Pound的作品，因为Pound此前并不建议Lowell的书集采用意象派的名号，还讽刺这些诗集所带表的是“艺”像派而不是“意象派”。
Lowell 说服大卫·赫伯特·劳伦斯向1915和1916年的选集供稿。 因此D.H.劳伦斯成为格鲁吉亚派“兼”意象派诗人。在这段时期，Marianne Moore也与诗集编纂成员有了联系。但是，随着一战的爆发，进行前衛文学运动变得越来越困难（比方说，Aldington此时已在战争前线），1917年的文集标志着意象派运动的结束。

## 意象派诗人的发展
1929年，Walter Lowenfels跟Aldington开玩笑说他应该再出一本新的意象诗歌选集。此时的Aldington已经是一位成功的小说家了，他由此受到启发，于1930年，与原先四部文集的创作编纂人员（除了当时已经去世的Lowell，失踪的Cannell和拒绝了邀请的Pound）一同出版了新的《意象派选集》。这部书的出版引起了评论界对于意象主义诗人对20世纪诗歌影响的讨论。
这几部文集所收录的诗人中，Joyce, Lawrence 和Aldington是当时有名望的小说家。Marianne Moore，虽然原先在意象主义诗人的圈子当中并不是很出名，但自创了一种新的诗体，与意象派一样，注重语言的精练。威廉·卡洛斯·威廉斯继续沿着美国式做法进行诗歌的创作，音步多变，他称措辞 “受波兰母亲的影响”。Pound和Hilda转型开始写长诗，但语言中的锋芒仍可见意象主义思想的影响。其他大部分诗人则已经被遗忘。

## 影响
尽管意象主义运动时间很短，但却对英语现代主义诗歌造成了深远的影响。Aldington1914年在他的回忆录中写道：“Pound，D.H.，Lawrence和Ford Madox Ford的诗应当传承下去。Eliot和他的追随者在相当大的程度上吸收了意象主义诗人所取得的成就。”但另一方面华莱士·史蒂文斯也发现了意象主义手法的一个缺点：“并不是所有的物体都是等同的。 意象主义的缺点就是没有认识到这一点。”意象主义追求的精练，清晰，准确，忠实于物体的外观以及不掺杂无关的主观情感等特点，在T·S·艾略特的《序曲》《清晨窗边》以及大卫·赫伯特·劳伦斯的动物和花卉诗作中均有所体现。十九至二十年代所兴起的反对传统诗歌形式的运动也深受意象派作家对乔治诗集风格的反叛。
意象主义的影响还可见于客观主义诗作中。 客观主义于20世纪30年代在Pound和Williams的帮助下获得发展。1931年Louis Zukofsky在《客观主义诗歌集》的序言中写道，“这两者都是关于细节，而不是虚幻，关于眼见，关于事物存在，关于事物中存在的韵律。”由此指出了客观主义所倡导的原则与意象主义之间的联系。Zukofsky对语言学派诗人产生了重要影响，后来语言学派诗人把意象派所强调的语言正式性发展到了一个新的水平。英国诗歌复兴运动除客观主义外，还受到了旧金山复兴派诗人的影响。其中一位重要人物就是客观主义诗人Basil Bunting。
意象主义还影响了许多诗歌风格和诗歌运动。它所倡导的自由诗体逐渐成为了为人广泛接受的诗歌形式。尤其是随着20世纪50年代“垮掉的一代”，黑山派诗人和其他与旧金山复兴派有关的诗人的逐渐为人所知。在1950年的《投射诗》中，黑山派理论学说研究者Charles Olson写道，“当下的认知必须立刻、直接地导向未来的认知。” 他的研究收意象主义影响并丰富了意象主义的内涵。
在“垮掉的一代”中，盖瑞·施耐德和艾伦·金斯堡尤其受到了意象派对中文和日语诗歌的重视的影响。威廉·卡洛斯·威廉斯对他们也产生了重要影响，鼓励Lew Welch等诗人的写作，并为金斯堡的《嚎叫》作序，于1955年出版。

## 扩展阅读
- Pratt, William. The Imagist Poem, Modern Poetry in Miniature (Story Line Press, 1963, expanded 2001). ISBN 1-58654-009-2.
- Symons, Julian. Makers of the New: The Revolution in Literature, 1912–1939 (Andre Deutsch, 1987). ISBN 0-233-98007-5.
- Pound, Ezra. ABC of Reading (New Directions Publishing Corporation, 1934). ISBN 0-8112-0151-1.